# Estadio Carlos V
El estadio Carlos V es el campo donde juega el Club Social y Deportivo Flandria de la ciudad de José María Jáuregui, provincia de Buenos Aires, Argentina. Posee dos populares una local "Pedro de Mendoza" y la otra visitante "Diego de Luján" y la platea (dividida en Norte y Sur) con capacidad para 5000 espectadores.

## Historia
Los orígenes del club estuvieron ligados a trabajadores de la Algodonera Flandria localizada desde 1928 en Jáuregui, Luján, quienes comenzaron a jugar al fútbol en sus ratos libres, en la cancha que habían armado en el sector de hilanderia.
Posteriormente, una vez formalizada la creación del Club Flandria, y su afiliación a la AFA, se empezó la planificación de la creación de un estadio que le sirva para hacer las veces de local sin recurrir a jugar en el Estadio Municipal de Lujan.
Este inmueble fue adquirido por Algodonera Flandria S.A. mediante escritura N.º 258 del 6 de diciembre de 1945, y fue terminado la construcción del Estadio un 9 de julio de 1960, disputando un encuentro frente a Deportivo Español, perdiendo 3 a 1, con la presencia de Toti Veglio y un joven Carlos Bilardo.
- Datos: Q5847840